# Inuyashiki
Inuyashiki (яп. いぬやしき, укр. Інуяшікі) — японська манґа, яку написав Хіроя Оку, що публікується з січня 2014 року в японському журналі Evening. Станом на травень 2017 року було опубліковано 9 томів манґи. Американська дочірня компанія Kodansha USA публікує манґу англійською мовою. Crunchyroll публікує манґу в цифровому форматі. Манґа закінчилася на 10-му томі. Були анонсовані фільм і аніме адаптації манґи. Вихід аніме запланований на 2017 рік, а фільму на 2018.

## Сюжет
Ічіро Інуяшікі є літнім, самотнім чоловіком з байдужою до нього сім'єю. Одного дня в громадському парку його вдарило таємничим вибухом, який має позаземне походження, його тіло замінюється на нове неймовірно потужне механічне, але зовні він виглядає як звичайна людина. Він швидко розуміє обсяг можливостей його тіла, і після спасіння безпритульного чоловіка від банди підлітків, він вирішує присвятити себе добру, використовуючи свої сили в боротьбі зі злочинністю.
Проте, підлітка, який був з ним в момент вибуху, Сісігамі Хіро, спідкала така ж сама доля, як і Ічіро, але на відміну від Інуяшікі, Сісігамі стає психопатом, який використовує свої нові здібності для вбивства своїх однокласників і невинних людей, в тому числі маленьких дітей, просто для розваги. Його акти жорстокості привертають увагу поліції, яка не може його зупинити, і для Хіро не займе багато часу, щоб стати найбільш розшукуваним злочинцем в країні. Потім серія продовжує стежити за цими двома різними людьми, які колись ділилися одним і тим же дивним досвідом, оскільки їх шляхи призначені для зіткнення.

## Манґа

### Список томів
| №  | Дата виходу       | ISBN                   |
| -- | ----------------- | ---------------------- |
| 1  | 23 травня 2014    | ISBN 978-4-06-354517-3 |
| 2  | 23 жовтня 2014    | ISBN 978-4-06-354541-8 |
| 3  | 23 лютого 2015    | ISBN 978-4-06-354556-2 |
| 4  | 23 липня 2015     | ISBN 978-4-06-354580-7 |
| 5  | 20 листопада 2015 | ISBN 978-4-06-354596-8 |
| 6  | 22 квітня 2016    | ISBN 978-4-06-354616-3 |
| 7  | 23 серпня 2016    | ISBN 978-4-06-354633-0 |
| 8  | 23 січня 2017     | ISBN 978-4-06-354655-2 |
| 9  | 23 травня 2017    | ISBN 978-4-06-354668-2 |
| 10 | 23 травня 2017    | ISBN 978-4-06-354668-2 |

## Аніме
Аніме-серіал створений студією MAPPA. Головний режисер — Кеічі Сато, сценарист — Хіроші Секо. Загалом містить 11 серій, кожна тривалістю 22 хвилини. Транслювався з 12 жовтня до 21 грудня 2017 року у телевізійній мережі Fuji TV.

### Список серій
Список серій аніме відповідно до даних із сайту Anime News Network:
| №  | Назва серії                                              | Дата виходу       |
| -- | -------------------------------------------------------- | ----------------- |
| 1  | Ichirō Inuyashiki «Inuyashiki Ichirō» (犬屋敷壱郎)       | 12 жовтня 2017    |
| 2  | Hiro Shishigami «Shishigami Hiro» (獅子神皓)             | 19 жовтня 2017    |
| 3  | Naoyuki Ando «Andō Naoyuki» (安堂直行)                   | 26 жовтня 2017    |
| 4  | Samejima «Samejima» (鮫島)                               | 2 листопада 2017  |
| 5  | Yuko Shishigami «Shishigami Yūko» (獅子神優子)           | 9 листопада 2017  |
| 6  | People of 2 Chan «Nichan no hito tachi» (２ｃｈの人たち) | 16 листопада 2017 |
| 7  | Shion Watanabe «Watanabe Shion» (渡辺しおん)             | 23 листопада 2017 |
| 8  | Mari Inuyashiki «Inuyashiki Mari» (犬屋敷麻理)           | 30 листопада 2017 |
| 9  | Shihjuku People «Shinjuku no Hito-tachi» (新宿の人たち)  | 7 грудня 2017     |
| 10 | People of Tokyo «Tōkyō no Hito-tachi» (東京の人たち)     | 14 грудня 2017    |
| 11 | People of Earth «Chikyū no Hito-tachi» (地球の人たち)    | 21 грудня 2017    |